# Jean Jacques Bouhier
Jean-Jacques Bouhier de Lantenay (Digione, 14 marzo 1666 – Digione, 15 ottobre 1744) è stato un vescovo cattolico francese, primo vescovo della diocesi di Digione.

## Biografia
Jean-Jacques era figlio di Jean Bouhier (1624-1714), consigliere del parlamento di Digione, e di Jeanne Claude Bernardon ed apparteneva ad una ricca famiglia della Borgogna con godeva di ottime aderenze anche presso la Corte; a questa famiglia apparteneva anche il ramo dei conti Vogue di Digione.
Il 9 gennaio 1693 divenne consigliere del Parlamento della Borgogna, mantenendo tale posizione fino al 1703. Fu poi decano della Santa Cappella a Digione e successivamente il 6 giugno 1711 divenne rappresentantante del clero per la Borgogna agli Stati Generali. 
Il 13 dicembre 1743 rassegnò le dimissioni da vescovo di Digione e morì l'anno seguente.

## Genealogia episcopale e successione apostolica
La genealogia episcopale è:
- Vescovo Gerolamo Ragazzoni
- Cardinale François de La Rochefoucauld
- Arcivescovo Jean Jaubert de Barrault
- Arcivescovo François Adhémar de Monteil de Grignan
- Vescovo Jacques Adhémar de Monteil de Grignan
- Vescovo Louis de Thomassin
- Arcivescovo Charles-Gaspard-Guillaume de Vintimille du Luc
- Vescovo Jean-Jacques Bouhier de Lantenay